# Jan Bulis
Jan Bulis (ur. 18 marca 1978 w Pardubicach) – czeski hokeista, reprezentant Czech, olimpijczyk.

## Kariera
- HC Pardubice U20 (1993-1994)
- Kelowna Spartans (1994-1995)
- Barrie Colts (1995-1997)
- Kingston Frontenacs (1997)
- Portland Pirates (1997)
- Washington Capitals (1997-2001)
  -  Cincinnati Cyclones (1998)
- Montreal Canadiens (2001-2004)
- HC Pardubice (2004-2005)
- Montréal Canadiens (2005-2006)
- Vancouver Canucks (2006-2007)
- Atłant Mytiszczi (2007-2011)
- Traktor Czelabińsk (2011-2015)

Wychowanek klubu HC Pardubice. Od 2011 ponownie zawodnik Traktora Czelabińsk. W kwietniu 2013 przedłużył kontrakt z klubem o rok. W kwietniu 2014 przedłużył kontrakt z klubem o rok. W maju 2016 ogłosił zakończenie kariery.
Uczestniczył w turniejach zimowych igrzysk olimpijskich 2006 i mistrzostw świata w 2006.

## Sukcesy
Reprezentacyjne
- Srebrny medal mistrzostw świata: 2006
- Brązowy medal igrzysk olimpijskich: 2006

Klubowe
- Złoty medal mistrzostw Czech: 2005 z HC Pardubice
- Srebrny medal mistrzostw Rosji: 2011 z Atłantem, 2013 z Traktorem Czelabińsk
- Puchar Kontynentu: 2012 z Traktorem
- Srebrny medal mistrzostw Rosji: 2013 z Traktorem Czelabińsk

Indywidualne
- Ekstraliga czeska 2004/2005: pierwsze miejsce w klasyfikacji strzelców w fazie play-off: 7 goli
- KHL (2012/2013): czwarte miejsce w klasyfikacji strzelców w fazie play-off: 9 goli